# Кормовое растение

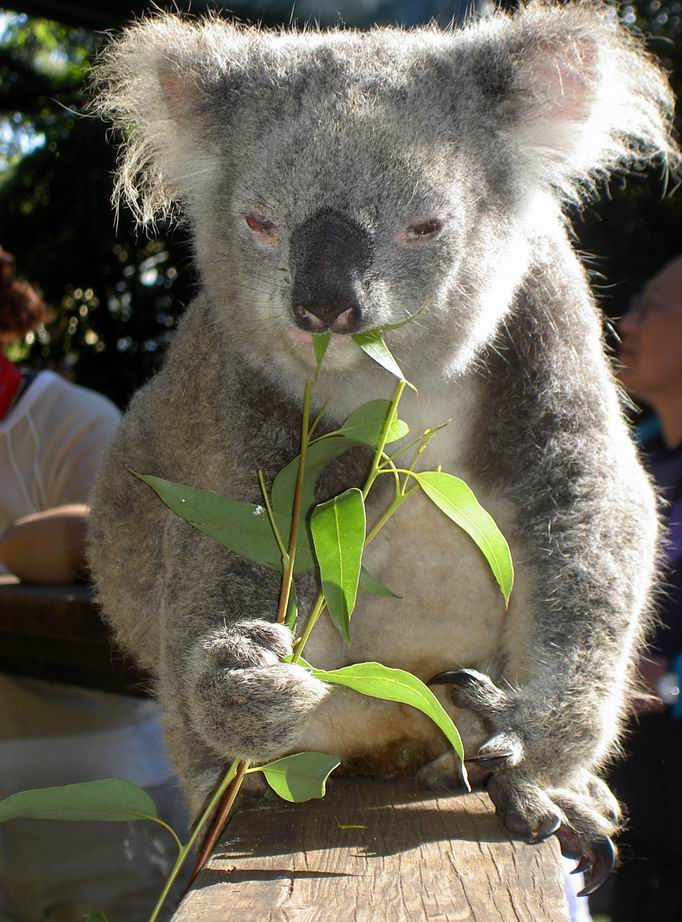
Кормовое растение коала|коалы (Phascolarctos cinereus) — виды рода Эвкалипт (Eucalyptus), листья которых содержат фенольные, терпеновые соединения и синильную кислоту, ядовитую для большинства животных. Благодаря этому пищевая конкуренция со стороны других животных у коалы очень мала — кроме коал листьями эвкалипта питаются только представители семейства кольцехвостых кускусов, восточный^{[англ.]} и гигантский летучий кускус.

Кормовое растение — вид растений, употребляемый в пищу конкретным видом животных. При монофагии у вида существует только единственный вид кормового растения, при олигофагии таких видов кормовых растений несколько, а при полифагии — множество. Поскольку классификация таксонов растений периодически пересматривается, понятия моно- олиго- и полифагии можно использовать лишь для ориентировочной характеристики широты потенциальных трофических связей вида. Иногда животное питается растениями одного рода или семейства, или предпочитает один вид растений, но вынужденно может питаться другими.
Понятие кормового растения также применяется в отношении консументов второго порядка, например, пёстрый дятел (Dendrocopos minor) питается насекомыми, которые обитают в коре лиственных деревьев, и виды этих деревьев являются кормовыми растениями для этого вида птиц.

## Кормовые растения чешуекрылых

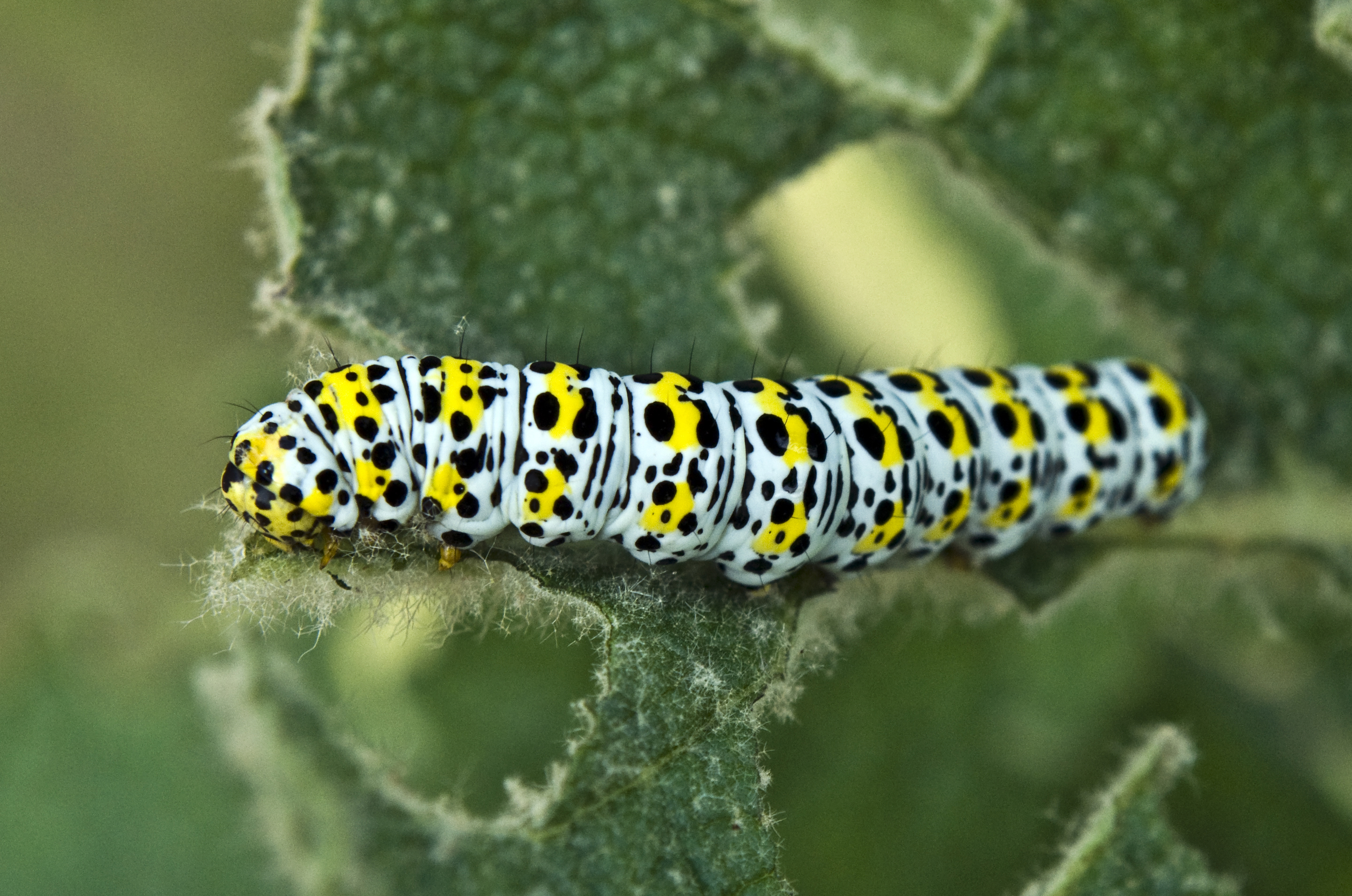
Кормовым растением гусеницы Капюшонница коровяковая|капюшонницы коровяковой (Shargacucullia verbasci) являются растения рода Коровяк (Verbascum)

Для непосредственного наблюдения пары «консумент — кормовое растение» наиболее наглядны гусеницы, так как они часто узкоспециализированы и обитают на своём кормовом растении поодиночке или группой, происходящей из одной кладки.

В большинстве групп травоядных насекомых безусловно доминируют специализированные формы. Даже среди наиболее политрофных видов фитофагов обычно существует чёткое предпочтение к определённому виду корма. С экологической точки зрения, специализированные виды насекомых получают преимущество в том, что, выбирая ограниченный круг кормовых растений, они одновременно выбирают определённую экологическую ситуацию с чётко ограниченной изменчивостью абиотических и биотических факторов среды. Помимо этого, растение-хозяин может облегчить встречу полов, содержать химические предшественники половых феромонов и защитных выделений фитофагов.

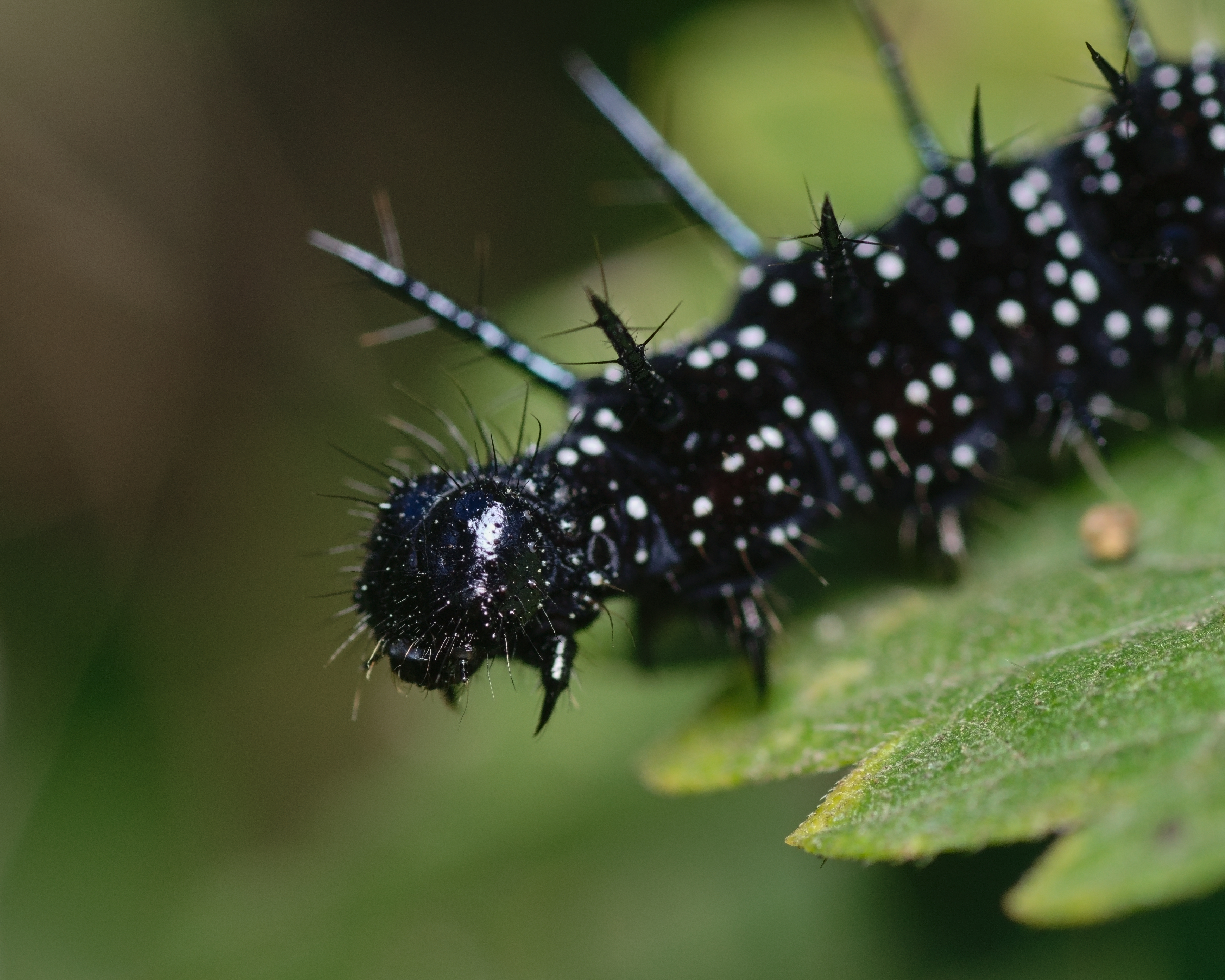
Крапива (Urtica) является кормовым растением для гусениц множества видов бабочек: Адмирал (бабочка)|адмирала (Vanessa atalanta), Крапивница (бабочка)|крапивницы (Aglais urticae), Павлиний глаз|павлиньего глаза (Aglais io), Репейница|репейницы (Vanessa cardui), и др.

У подавляющего большинства видов чешуекрылых (Lepidoptera) гусеницы являются хищниками с пастбищным типом питания. Избирательность кормовых пород среди гусениц чешуекрылых является результатом коэволюции растения и насекомого. Она генетически закреплена и связана в первую очередь с особенностями биохимического состава растений. Отсутствие или незначительное обилие кормового растения гусеницы в составе фитоценоза чаще всего является основной причиной отсутствия вида чешуекрылого в данном сообществе. Без доступа к подходящим кормовым растениям некоторые виды не способны завершить свой жизненный цикл. Растения в ходе эволюции вырабатывают защитные механизмы, а поедающие их виды или приспосабливаются к новым защитным факторам, или меняют кормовое растение. Если гусеницы были вынуждены сменить свое кормовое растение, они способны передать новое предпочтение своему потомству.
| Русское название      | Латинское название    | Русское название кормового растения    | Латинское название кормового растения              |
| --------------------- | --------------------- | -------------------------------------- | -------------------------------------------------- |
| Махаон                | Papilio machaon       | Зонтичные                              | Umbellíferae sp.                                   |
|                       | Battus philenor       | Кирказон                               | Aristolochia sp.                                   |
| Голубянка ореада      | Neolycaena oreas      | Принсепия китайская                    | Prinsepia sinensis                                 |
| Алкиной               | Atrophaneura alcinous | Кирказон маньчжурский                  | Aristolochia manshuriensis                         |
| Аполлон               | Parnassius apollo     | Очиток (подробнее)                     | Sedum sp.                                          |
| Желтушка торфяниковая | Colias palaeno        | Голубика                               | Vaccinium uliginosum                               |
| Голубянка алькон      | Maculinea alcon       | Горечавка лёгочная                     | Gentiana pneumonanthe                              |
| Морфо ретенор         | Morpho rhetenor       | Макролобиум двулистный                 | Macrolobium bifolium                               |
| Мёртвая голова        | Acherontia atropos    | Паслёновые и др. семейства (подробнее) | Solanum tuberosum и пр.                            |
| Данаида монарх        | Danaus plexippus      | Ваточник (подробнее)                   | Asclepias sp., Cynanchum laeva, Sarcostemma clausa |
| Морфо киприда         | Morpho cypris         | Инга окаймлённая                       | Inga marginata                                     |

## Кормовые растения и человек
Иногда при интродукции вида животных или кормовых растений на новые территории изменяются и трофические связи. Так, например, до появления картофеля на Дальнем Востоке картофельная коровка (Henosepilachna vigintioctomaculata) питалась лесными растениями, но после появления картофеля, который оказался более питательным, чем дикоросы, насекомые переориентировались на него и стали более плодовитыми.
Животные, кормовыми растениями которых являются сельскохозяйственные культуры, рассматриваются с точки зрения сельского хозяйства как вредители. Например, к вредителям культурных растений относят капустницу (Pieris brassicae) и репницу (Pieris rapae), гусеницы которых могут повреждать капусту. С другой стороны кормовые растения, культивируемые человеком на корм сельскохозяйственным животным, называют кормовыми культурами.
Иногда кормовые растения специально высаживают в садах для сохранения биоразнообразия.